# بنجامين راموس
بنجامين راموس (بالإنجليزية: Benjamin Ramos)‏ هو سياسي أمريكي، ولد في 31 أغسطس 1956 في الولايات المتحدة. حزبياً، نشط في الحزب الديمقراطي. وقد انتخب عضو مجلس نواب بنسيلفانيا.